# Potamites juruazensis
Potamites juruazensis là một loài thằn lằn trong họ Gymnophthalmidae. Loài này được Avila-Pires & Vitt miêu tả khoa học đầu tiên năm 1998.